# Traulia hyalinala
Traulia hyalinala är en insektsart som beskrevs av Zheng, Z. och K. Huo 1999. Traulia hyalinala ingår i släktet Traulia och familjen gräshoppor. Inga underarter finns listade i Catalogue of Life.